# Podatkovni CD
Podatkovni CD (eng. data CD), CD-ovi koji sadrže podatke. Stvoreni za računalno izravno čitanje. Podatci mogu sadržavati zvuk ili druge datoteke kao slike ili dokumenti. Često CD svirači ne će svirati podatkovne CD-e, ali neki DVD svirači hoće. Stavljanje sažetih zvučnih datoteka na podatkovni CD može uvelike povećati vrijeme izvedbe u odnosu na zvučne CD-e.